# Lumpiá

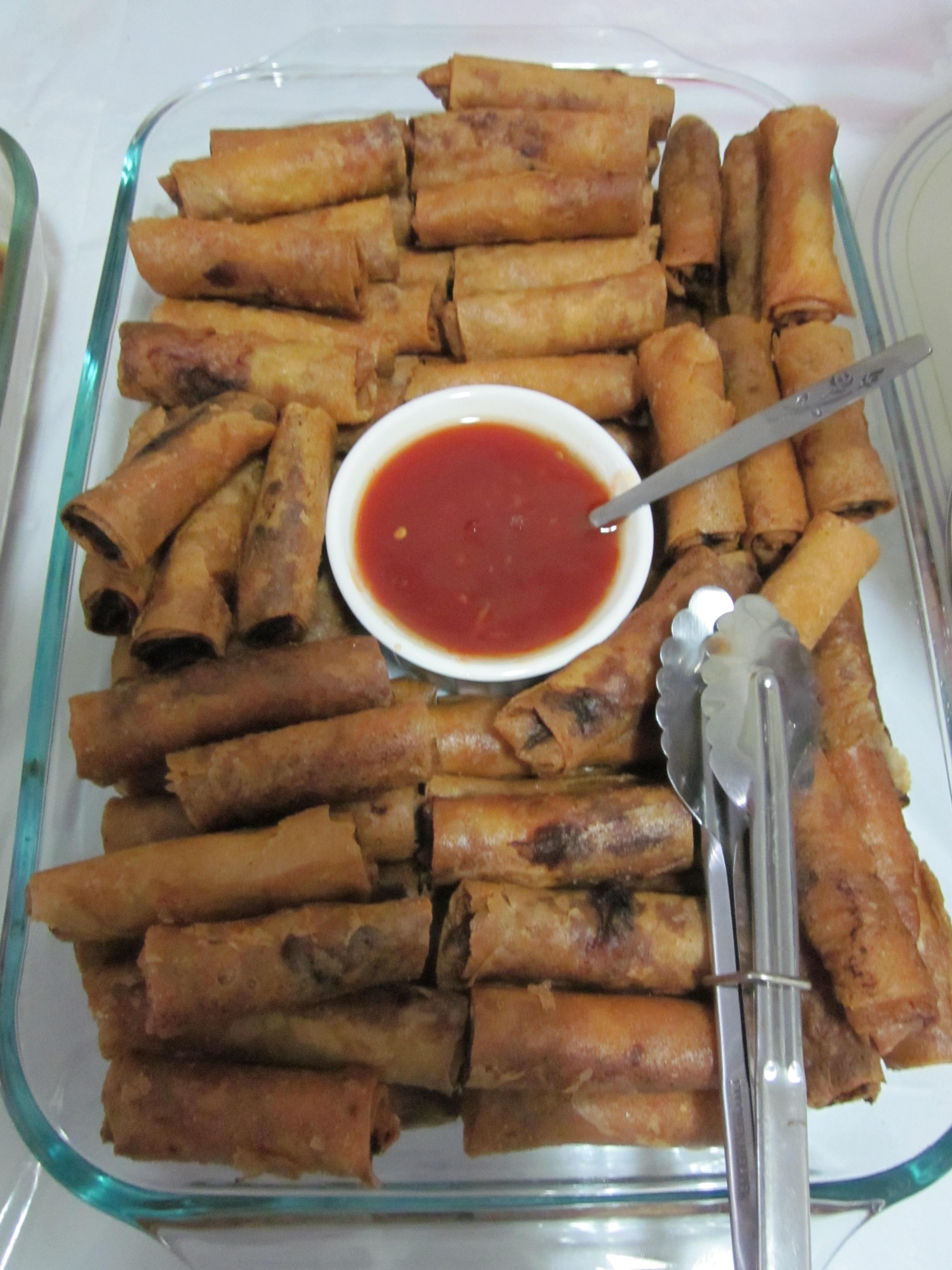
Bandeja con lumpiás y salsa agridulce

Lumpiás son rollitos de origen chino similar al popiah fresco o a los rollitos de primavera fritos provenientes del Sudeste de Asia. El término lumpiá deriva de Hokkien lunpia (en chino tradicional, 潤餅; pinyin, rùnbǐng; pe̍h-ōe-jī, jūn-piáⁿ, lūn-piáⁿ: 潤餅; pinyin: rùnbǐng; Pe̍h-ōe-jī: jūn-piáⁿ, lūn-piáⁿ), el cual es un término alternativo para popiah. Las recetas, en ambas versiones fritas y frescas, fueron traídas por inmigrantes chinos de la provincia china de Fujian, al sudeste de Asia, y se hizo popular en las Filipinas e Indonesia.
En Holanda, Bélgica y Francia se conoce como loempia, la cual es la antigua ortografía indonesia para lumpiá y también se ha convertido como nombre genérico para "rollito de primavera" en holandés y francés. Una variante es la lumpiá vietnamita, envuelta en una pieza más delgada de papel de arroz, y de tamaño parecido a un rollito de primavera. 
En Venezuela y Colombia también se conoce como lumpiá. En México y otras partes de Centroamérica se conoce más, pero no exclusivamente, por la traducción literal del inglés spring rolls, rollitos de primavera.